# 페르세스 (아이에테스의 형제)
그리스 신화에서 페르세스는 헬리오스와 오케아니스 페르세의 아들이다. 아이에테스·키르케·파시파에와 형제이다.
콜키스 왕이었던 아이에테스의 딸 메데이아가 아르고나우타이와 함께 콜키스로부터 도망간 후, 페르세스는 아이에테스를 추방해 콜키스의 왕이 되었다. 이후 콜키스로 돌아왔던 메데이아에게 살해되었다는 이야기와 메데이아의 아들 메도스에게 살해되었다는 이야기가 전해진다.

## 같이 보기
- 펠리아스
- 햄릿
- 스카 (라이온 킹)

## 참고 문헌
- 아폴로도로스 「그리스 신화」고우즈 하루시게 역, 이와나미 문고 (1953년)
- 히기누스, 《그리스 신화집》, 마쓰다 오사무·아오야마 데루오 역, 고단샤 학술문고 (2005년)

| 작위            | 작위        | 작위        |
| --------------- | ----------- | ----------- |
| 이전 아이에테스 | 콜키스의 왕 | 이후 메도스 |